# 宗谷支厅
宗谷支廳，為過去位於日本北海道道北地方的支廳。支廳辦公室設於稚內市，已於2010年隨著北海道廢除支廳被改組為宗谷綜合振興局。

## 歴史
- 1897年11月：設置宗谷支廳，下轄原北見國宗谷郡、枝幸郡、利尻郡、禮文郡。[1]
- 1948年：原留萌支廳管轄的天鹽郡豐富村（現在的豐富町）改隸屬宗谷支廳。
- 2010年4月1日：北海道廢除支廳，改設為宗谷綜合振興局。

## 行政區域

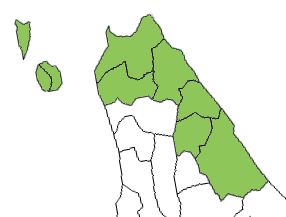
宗谷支廳行政區劃

- 市部：稚內市
- 宗谷郡：猿拂村
- 枝幸郡：濱頓別町、中頓別町、枝幸町
- 天鹽郡：豐富町
- 禮文郡：禮文町
- 利尻郡：利尻町、利尻富士町